# Minangkabau-folket
Minangkabau (Menangkabau) er en af Indonesiens etniske grupper fra det vestlige Sumatra. Der er anslået fire millioner minangkabau i Indonesien, og andre steder omkring tre millioner mere.
Minangkabau taler minangkabau-sproget og er for det meste muslimer. Deres sprog tilhører austronesiske sprog.

## Historie
Menangkabau var tidligere et mægtigt rige på øen Sumatra, hvilket betragtes som malajernes
egentlige hjemstavn som endnu i 1400- og 1500-tallet beboede hele den mellemste del af øen. Da
portugiserne i begyndelsen af 1500-tallet først besøgte Sumatra, begyndte riget sit fald,
men det egentlige sammenbrud indtraf først i 1688. De små fyrstendømmer, som udgjorde resterne af dette rige, blev underlagt Nederlandene.